# Eata
Eata (mort el 26 d'octubre de 686), també conegut com a Eata de Lindisfarne, va ser bisbe d'Hexham des del 678 fins al 681, i del llavors bisbe de Lindisfarne des d'abans del 681 fins al 685 Després va ser traslladat de nou a Hexham, on va servir fins a la seva mort l'any 685 o 686. Va ser el primer nadiu de Northumbria a ocupar el bisbat de Lindisfarne.

## Biografia
Eata fou dut a Lindisfarne quan era un nen sota Aidan i va ser format com a monjo. Va ser escollit com un dels 12 monjos seleccionats a Lindisfarne per fundar el nou monestir fill de l'abadia de Melrose. El 651 va ser elegit abat de Melrose. Cap al 658 va deixar Melrose i va fundar un nou monestir a Ripon a Yorkshire, duent amb ell el jove St. Cuthbert, que era el seu mestre convidat. El 661 el rei Alhfrith de Deira va expulsar Eata de Ripon, perquè havia nomenat Wilfrid com a nou abat. Eata va tornar a Melrose.
L'historiador Beda va descriure Eata com un home amable i molt venerat. Com a administrador Eata va aplicar les seves habilitats en el moment de la pesta, els desordres civils i els grans canvis eclesiàstics.
L'any 663 Alhfrith i Wilfrid van convèncer al rei Oswiu perquè celebrés el Sínode de Whitby per decidir si l'Església local, anglesa i irlandesa, s'alinearia amb les tradicions de l'Església universal i practicaria el ritu romà [també conegut com occidental] d'aquesta Església, o continuaria divergent d'ella amb la que xocava amb les tradicions irlandeses tal com es practicava a Northumbria. Així decidiria si les tradicions romanes, tindrien prioritat a Northumbria sobre qüestions com la tonsura clerical i la data de la Pasqua; el sínode va decidir acceptar els arguments de Wilfrid i del rei per a les tradicions universals de l'Església utilitzant el ritu romà, al qual Eata, a diferència de Colomà de Lindisfarne, va acceptar.
Abans de Whitby, l'abat de Lindisfarne també fou el bisbe de Lindisfarne. Després d'accedir al de Whitby es dividiren aquests dos rols. L'antic abat, Colomà, va deixar Lindisfarne per tornar a Iona amb 30 monjos anglesos. Tuda fou elegit el següent bisbe de Lindisfarne i Eata es va traslladar de Melrose per convertir-se en abat de Lindisfarne. Va nomenar Cuthbert com a prior a Lindisfarne.
L'any 678 l'arquebisbe de Canterbury, Theodore, va dividir la diòcesi de Northumbria en dos nous bisbats. Eata esdevingué bisbe de Bernícia. Bernícia tenia dues seus episcopals, una a Hexham i l'altra a Lindisfarne. Eata va ser el bisbe de tota Bernicia durant tres anys, després dels quals la seu d' Hexham va ser assignada a Trumbert, i Lindisfarne a Eata. Després de la mort de Trumbert el 684, Cuthbert va ser elegit bisbe d'Hexham, però es va mostrar reticent a abandonar la seva ermita a Inner Farne. Després de la seva consagració a York la Pasqua del 685, Cuthbert va anar a veure Eata, que estava a Melrose. Eata i Cuthbert es van intercanviar poc després, i durant l'últim any de la seva vida Eata va ocupar Hexham. Eata va morir de disenteria a Hexham l'any 686, i va ser enterrat a l'abadia benedictina d'Hexham.
Com la majoria dels primers sants de l'Església anglesa, Sant Eata va ser canonitzat per fama general de santedat entre els fidels de les regions que va ajudar a cristianitzar.

## Llegat
Eata és recordat a la capella de St. Eats i a St. Eata's Well, totes dues a Alvie, a la riba sud del llac Alvie, a Escòcia.
L'única església que té dedicada a Anglaterra és l'església de St Eata a Atcham a Shropshire, on està representat en un dels vitralls.